# Вестминстер (Луизијана)
Вестминстер (енгл. Westminster) насељено је место без административног статуса у америчкој савезној држави Луизијана.

## Демографија
По попису из 2010. године број становника је 3.008, што је 493 (19,6%) становника више него 2000. године.
| Група             | 2000.         | 2010.         |
| Белци             | 2.321 (92,3%) | 2.457 (81,7%) |
| Афроамериканци    | 84 (3,3%)     | 306 (10,2%)   |
| Азијати           | 20 (0,8%)     | 89 (3,0%)     |
| Хиспаноамериканци | 52 (2,1%)     | 123 (4,1%)    |
| Укупно            | 2.515         | 3.008         |